# 帝权
帝权（Imperium）或最高权力、绝对统治、统治大权，是古罗马时期，一位公民拥有的控制军队或政府的权力形式。它与罗马法中相对低级的权力不同。该项权力可以针对一支军队或行省及领土。拥有此项权力的个人常被称为有坐贵人凳特权的政务官或资深长官，其中包括民选官、执政官、骑士统领、独裁官。通常来说，其权限可以包含一切，如公职、商业、政治影响和财富。